# 西班牙信号显示及自动制动系统
西班牙信号显示及自动制动系统（西班牙语全称：Anuncio de Señales y Frenado Automático，西班牙语简称：ASFA）是一种列车自动警告系统，广泛运用于西班牙的铁路网中。其包含在司机不按信号行驶时即令列车停车的装置。

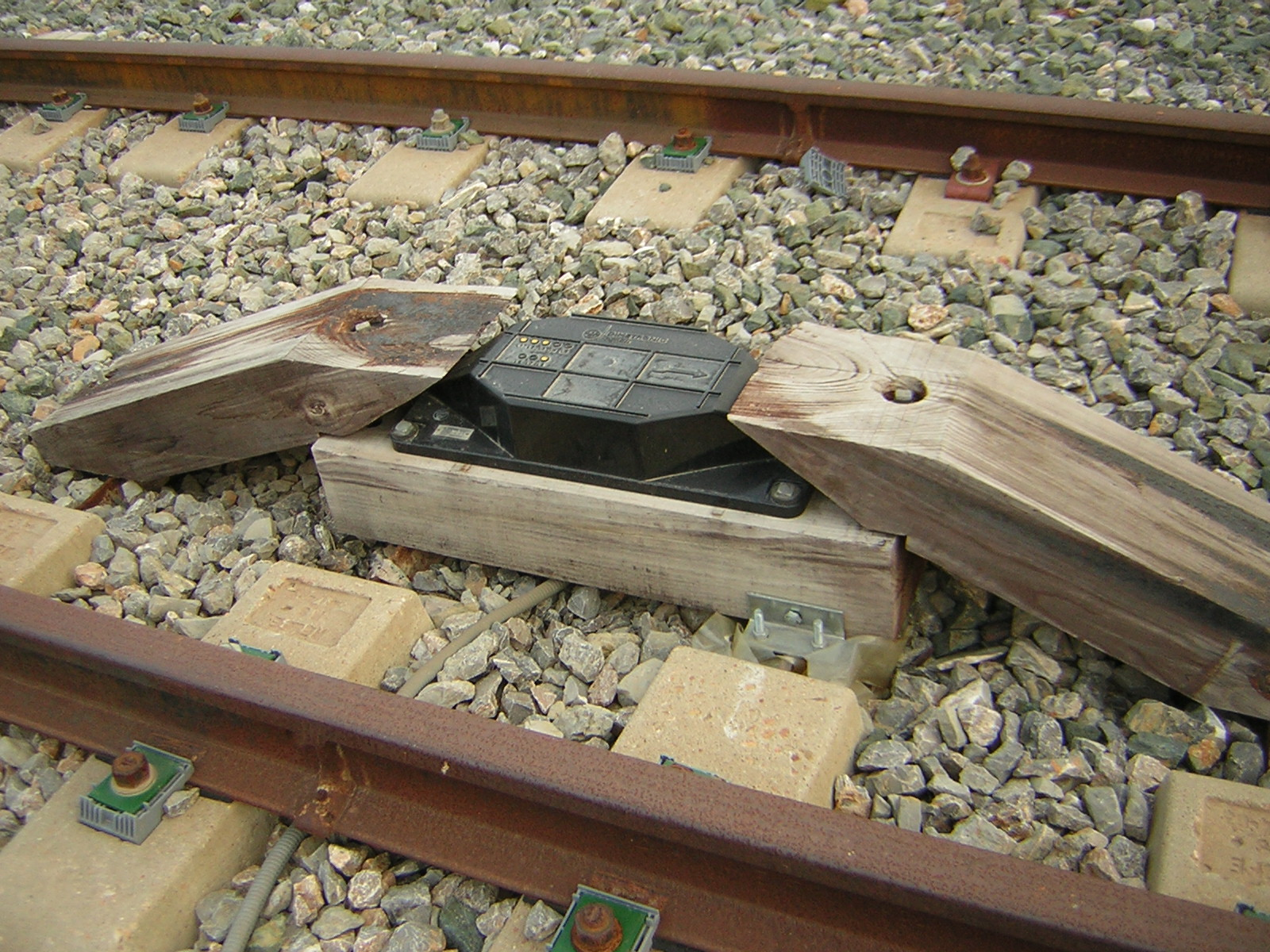
安装于轨道上的应答器，为“西班牙信号显示及自动制动系统”的一部分。
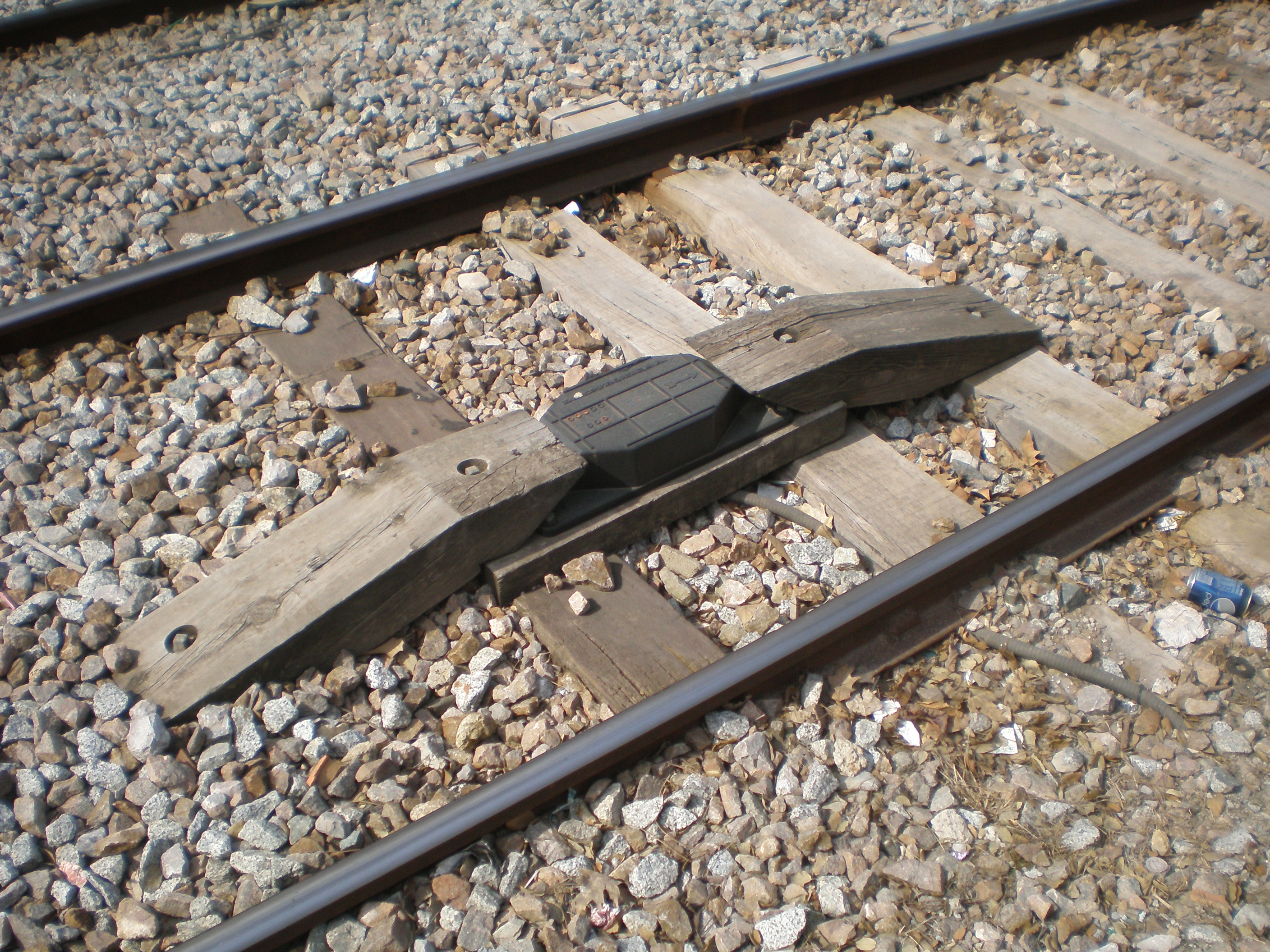
安装在西班牙加泰罗尼亚自治区巴塞罗那省东巴列斯县莫列特德尔巴列斯的“西班牙信号显示及自动制动系统”下的应答器。

## 版本
“西班牙信号显示及自动制动系统”存在以下版本：
- 西班牙信号显示及自动制动系统标准版（西班牙语原名：ASFA "clásico" ）：限速160千米/小时。
- 西班牙信号显示及自动制动系统加泰隆尼亚铁路版（西班牙语原名：ASFA FAP）：用于加泰隆尼亚铁路的特定版本。
- 西班牙信号显示及自动制动系统200版（西班牙语原名：ASFA 200）：限速200千米/小时。
- 西班牙信号显示及自动制动系统200高铁版（西班牙语原名：ASFA 200 AVE）
- 西班牙信号显示及自动制动系统数字版（西班牙语原名：ASFA digital）

## 与其它信号系统兼容性
为便于开行国际列车，欧盟要求“西班牙信号显示及自动制动系统”不能成为不兼容外国火车的“独立王国”。因此，欧洲列车控制系统正在逐步在欧洲普及。“欧洲列车控制系统级别1”和“西班牙信号显示及自动制动系统”两者的信息传送方式非常相似，但欧洲列车控制系统在技术上更先进、安全性更佳。这两种系统相互兼容，可以在同一线路上同时使用。